# 경주 고선사지 삼층석탑
경주 고선사지 삼층석탑(慶州 高仙寺址 三層石塔)은 대한민국 경상북도 경주시 국립경주박물관에 있는 남북국 시대 신라의 삼층석탑이다. 1962년
12월 20일 대한민국의 국보 제38호로 지정되었다.

## 역사
원효대사가 주지로 있었던 고선사의 옛 터에 세워져 있던 탑으로, 덕동댐 건설로 인해 절터가 물에 잠기게 되자 지금의 자리인 국립경주박물관으로 옮겨 세워 놓았다. 탑은 2단의 기단(基壇) 위에 3층의 탑신(塔身)을 쌓아 놓은 모습인데, 통일신라시대 석탑양식의 전형적인 형태이다. 

## 형태
기단은 여러 개의 돌로 구성하였으며, 각 면에는 기둥 모양을 새겨 놓았다. 탑신도 여러 개의 돌이 조립식으로 짜 맞추어져있으나, 3층 몸돌만은 하나의 돌로 이루어져 있다. 이는 사리장치를 넣어둘 공간을 마련하기 위한 배려로, 석탑을 해체·복원하면서 밝혀졌다. 지붕돌은 윗면에 완만한 경사가 흐르는데, 아래로 미끄러지는 네 귀퉁이가 들려있어 경쾌함을 더해주고 있다. 밑면에는 계단 모양으로 5단의 받침을 새겨 놓았다.

## 의의
통일신라시대 전기인 7세기 후반에 세워졌을 것으로 추측되며, 전형적인 석탑양식으로 옮겨지는 초기과정을 잘 보여주고 있다. 이러한 양식은 이 탑과 함께 경주 감은사지 동ㆍ서 삼층석탑(국보 제112호)에서 시작되어 이후 경주 불국사 삼층석탑(국보 제21호)에서 그 절정을 이루게 된다.

## 같이 보기
- 경주 고선사지

## 사진

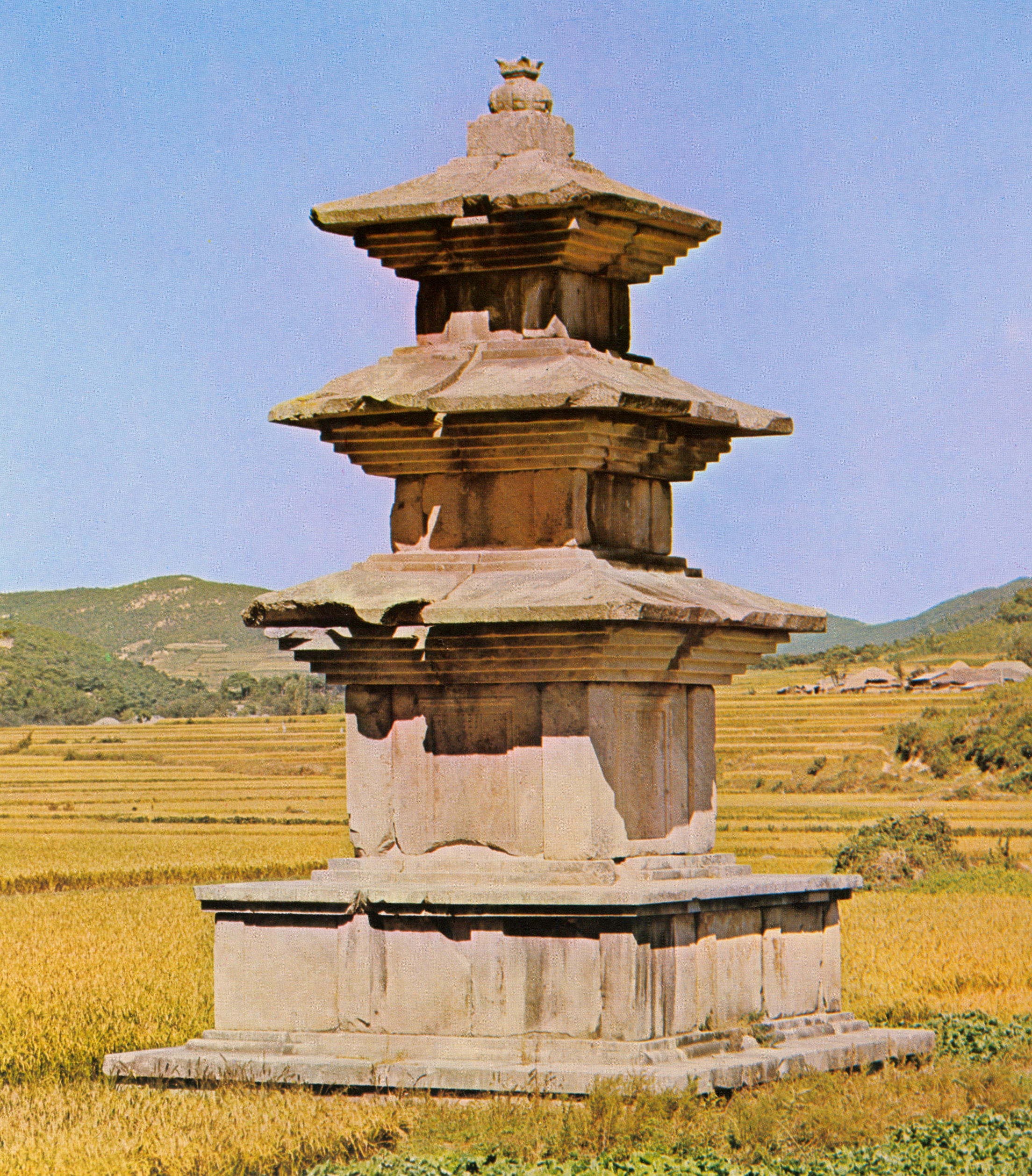
고선사지 옛 터에 서 있는 모습
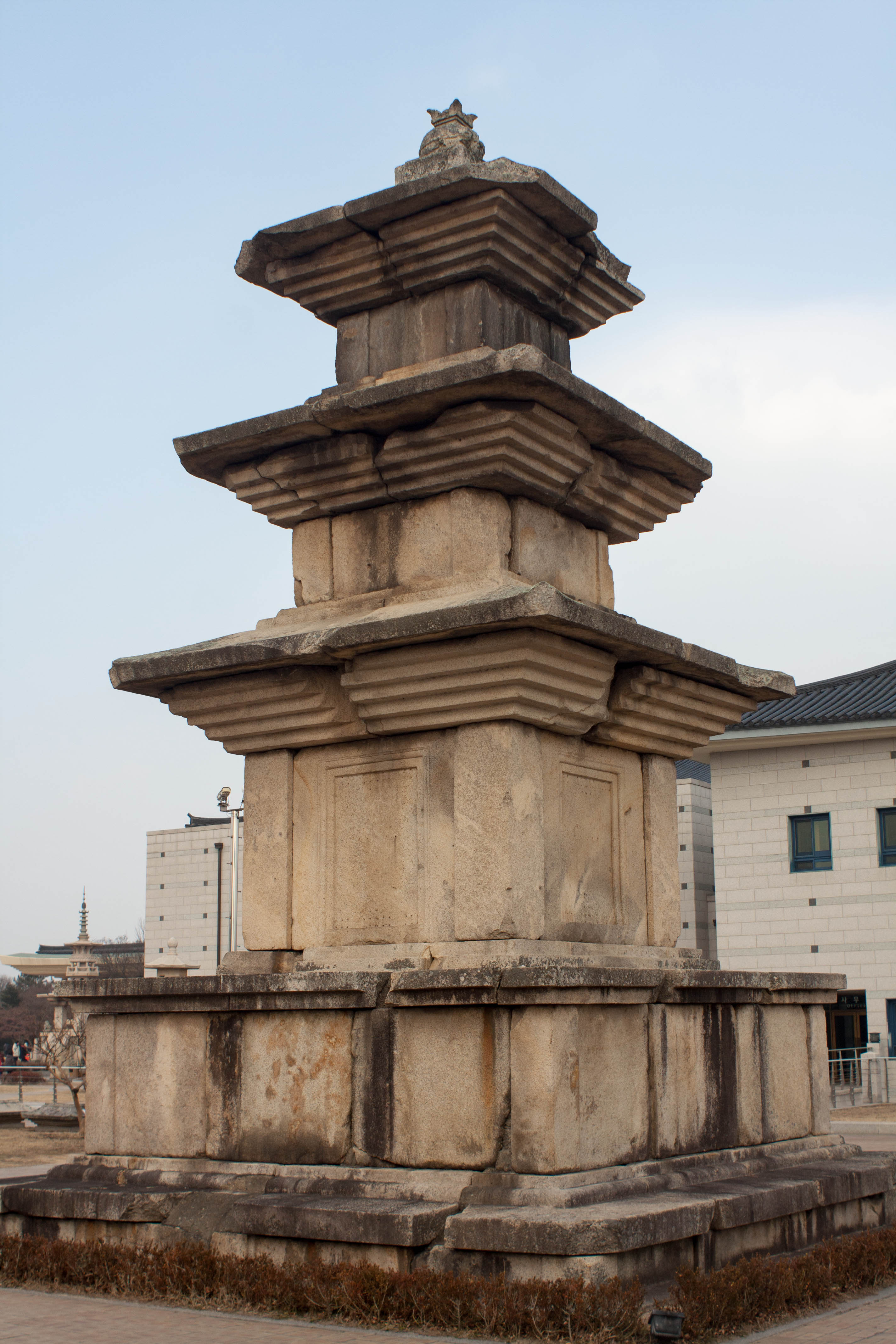
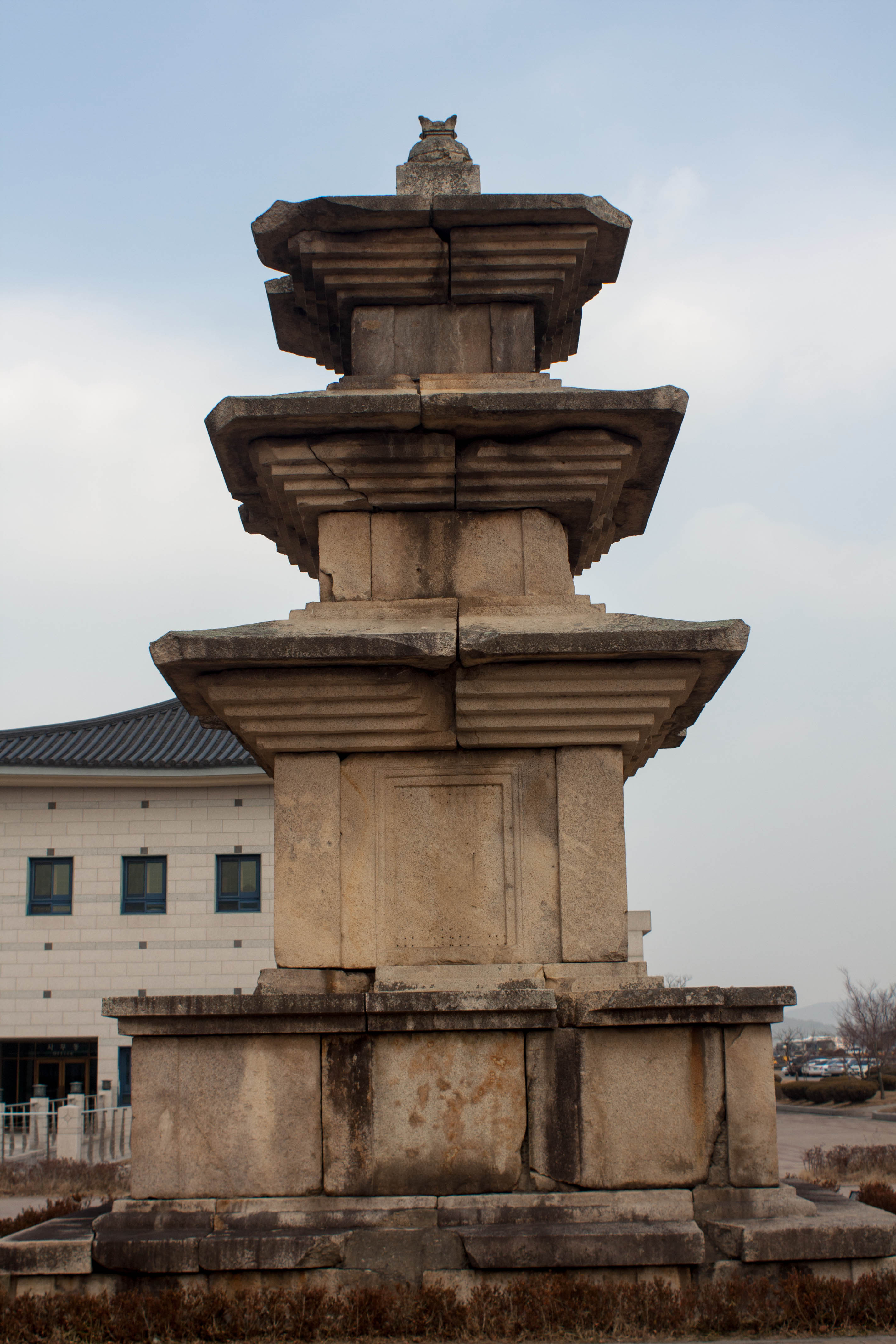

## 참고 문헌
- 《한국의 사지 현황조사 보고서 2015 上》 (PDF). 문화재청, 재단법인불교문화재연구소. 102~105쪽. 2017년 3월 20일에 원본 문서 (PDF)에서 보존된 문서.